# Macroptila nebecula
Macroptila nebecula là một loài bướm đêm thuộc phân họ Arctiinae, họ Erebidae.